# Weston Island
Weston Island är en ö i Kanada.   Den ligger i territoriet Nunavut, i den östra delen av landet, 800 km norr om huvudstaden Ottawa. Arean är 10,3 kvadratkilometer.
Terrängen på Weston Island är mycket platt. Öns högsta punkt är 22 meter över havet. Den sträcker sig 6,0 kilometer i nord-sydlig riktning, och 6,0 kilometer i öst-västlig riktning.